# Sarax huberi
Espèce
Sarax huberi est une espèce d'amblypyges de la famille des Charinidae.

## Distribution
Cette espèce est endémique des Philippines. Elle se rencontre à Negros et à Mindanao.

## Description
La femelle holotype mesure 7,95 mm et le mâle paratype 6,39 mm.

## Étymologie
Cette espèce est nommée en l'honneur de Siegfried Huber.

## Publication originale
- Seiter, Wolff & Hörweg, 2015 : « A new species of the South East Asian genus Sarax Simon, 1892 (Arachnida:Amblypygi: Charinidae) and synonymization of Sarax mediterraneus Delle Cave, 1986. » Zootaxa, no 4012(3), p. 542–552.